# Najma Chowdhury

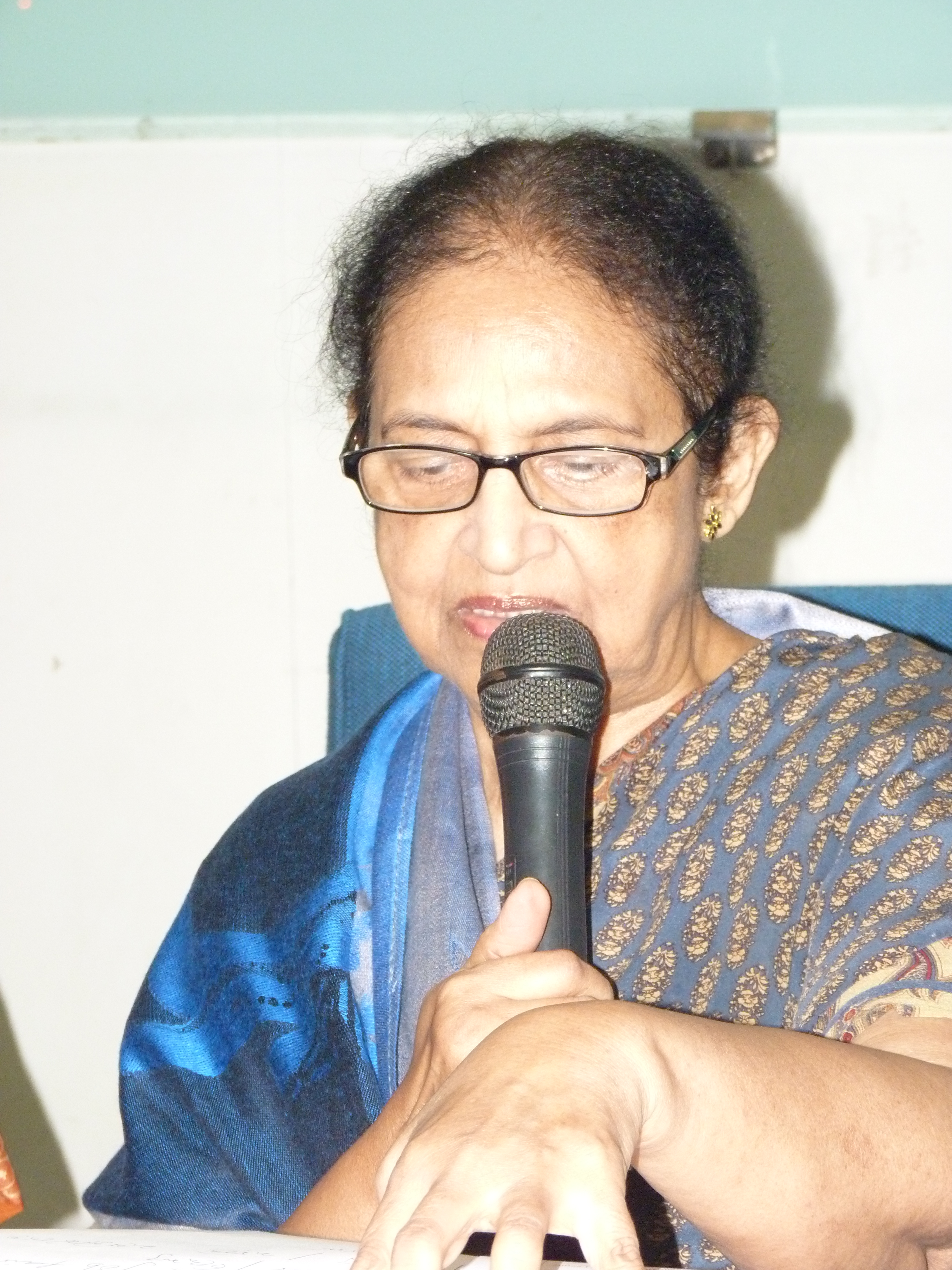
Najma Chowdhury

Najma Chowdhury (geb. 26. Februar 1942 in Sylhet; gest. 8. August 2021 in Dhaka) war eine bangladeschische Frauenrechtlerin. Sie war Pionierin bei der Einführung von Frauenforschung in Bangladesch. Chowdhury gründete 2000 die Fakultät für Frauen- und Gender-Forschung an der University of Dhaka. Sie war 1996 Beraterin der ersten „Hausmeisterregierung“. 2008 erhielt sie den Ekushey Padak, den zweithöchsten zivilen Verdienstorden in Bangladesch.

## Kindheit und Ausbildung
Chowdhury war das dritte und einzig überlebende Kind von Chowdhury Imamuzzaman und Amirunnesa Khatun. Ihre Mutter war Hausfrau und ihr Vater arbeitete als Bauingenieur. Chowdhury ging zuerst in Assam und dann in Britisch-Indien zur Schule. Als nach der Unabhängigkeit von den Briten Ostpakistan von Indien abgetrennt wurde, zog ihre Familie nach Dhaka, Ostpakistan, wo ihr Vater einen neuen Job gefunden hatte.
Chowdhury wurde in der dritten Klasse in die Bidya Mandir School in Dhaka aufgenommen. In der vierten Klasse wurde sie dann in die PN Girls' School in Rajshahi aufgenommen. 1956 bestand sie die Aufnahmeprüfung SSC Combined Graduate Level Examination an der Kamrunnesa Girls' School. Im East Pakistan Secondary Education Board belegte sie unter den Mädchen den achten Platz. Sie bestand ihr Higher Secondary School Certificate (HSC) am Holy Cross College in Dhaka. Sie stand an neunter Stelle der Verdienstliste des East Pakistan Higher Secondary Education Board.
Chowdhury schloss ihr Studium der Politikwissenschaften an der Universität von Dhaka ab und promovierte dort. Sie spielte Gitarre beim staatlichen Hörfunksender Bangladesh Betar, bevor sie für ihre Doktorarbeit ins Vereinigte Königreich ging.

## Karriere

### Akademische Karriere
Chowdhury begann ihre Karriere 1963 als Dozentin an der politikwissenschaftlichen Fakultät der Universität Dhaka. Im Jahr 1966 ging sie mit einem Commonwealth-Stipendium an die School of Oriental and African Studies der Universität London, um zu promovieren. Chowdhury kehrte 1972 nach Bangladesch zurück und war von 1984 bis 1987 Vorsitzende des Fachbereichs Politikwissenschaft. Während ihrer Amtszeit führte sie Kurse zur Stärkung der Rolle der Frau und zur Entwicklung in den Lehrplan ein. Außerdem gründete Chowdhury das Zentrum für Frauenstudien, ein Forschungszentrum an der Universität.
Chowdhury war 1988 im Rahmen eines Fulbright-Stipendiums drei Monate lang Gastwissenschaftlerin an der Universität von Minnesota. Sie befreundete sich mit der Politikwissenschaftlerin Barbara J. Nelson. Das Duo gab 1994 das Buch Women and Politics Worldwide heraus, das von der Yale University Press veröffentlicht wurde. Das Buch wurde 1995 mit dem Victoria Schuck Award ausgezeichnet. Die American Political Science Association kürte das Buch zum besten Buch des Jahres 1994.
In den Jahren 1978 und 1986 war sie die Vertreterin Bangladeschs in der Generalversammlung der Vereinten Nationen. In dieser Zeit nahm sie auch an der UNESCO-Generalkonferenz in Belgrad (1980), der Dritten UN-Weltfrauenkonferenz in Nairobi (1985) und der Vierten UN-Weltfrauenkonferenz in Peking (1995) teil.
Im Jahr 2000 war sie an der Gründung der Abteilung für Frauen- und Geschlechterstudien an der Universität Dhaka beteiligt. Chowdhury trat 2003 als Professorin in den Fachbereich ein und übernahm später den Vorsitz. Sie war auch emeritierte Professorin an der Universität. Durch ihre Beiträge zur Stärkung der Rolle der Frau und zu Entwicklungsstudien galt sie als Inspiration für die Frauen in Bangladesch. In ihrem 2010 erschienenen Buch "Of Mangroves and Monsters" (Von Mangroven und Ungeheuern) hat sie die Beteiligung von Frauen an den politischen Institutionen und Entscheidungsgremien Bangladeschs aufgezeichnet und ihre periphere Einbindung und Marginalisierung untersucht. Sie nutzte dies, um die paradoxe Natur der Beteiligung von Frauen zu untersuchen, obwohl das Land seit über zwei Jahrzehnten Frauen als Regierungschefs hat. Darüber hinaus untersuchte sie die systembedingte Diskriminierung innerhalb der Institutionen, die Frauen in allen Berufen und über alle Kulturen und Klassen hinweg benachteiligt.

### Politik und Non-Profit
Chowdhury diente als Beraterin in der ersten geschäftsführenden Regierung unter Muhammad Habibur Rahman im Jahr 1996. Sie diente im Ministerium für Frauen und Kinder und im Ministerium für Soziales, Arbeit und Arbeitskräfte. Außerdem war sie Präsidentin von Women for Women International und Gründungsmitglied der Human Development Foundation.

## Auszeichnungen
Chowdhury erhielt 2008 den Ekushey Padak, die zweithöchste zivile Auszeichnung Bangladeschs, für ihre herausragenden Beiträge zur Forschung. Außerdem wurde sie 2007 von der University Grants Commission mit dem Rokeya Chair ausgezeichnet.

## Leben
Chowdhury heiratete 1961 Mainur Reza Chowdhury. Mainur Reza Chowdhury war damals Student der Anglistischen Fakultät an der Universität von Dhaka. Später wurde er zum Obersten Richter von Bangladesch ernannt. Er starb im Jahr 2004. Das Paar hatte zwei Töchter, Lamiya Chowdhury und Bushra Hasina Chowdhury. Letztere wurde Lehrerin an der Fakultät für Internationale Beziehungen der Universität Dhaka.
Chowdhury starb am 8. August 2021 in einem Hospital in Dhaka an COVID-19. Sie wurde 79. Sie  wurde auf dem Bananifriedhof in Dhaka beigesetzt.

## Schriften
- Barbara J. Nelson, Nājamā Caudhurī: Women and politics worldwide. Yale University Press, New Haven 1994, ISBN 0-300-05407-6.
- Nājamā Caudhurī: Of mangroves and monsters : women's political participation and women's studies in Bangladesh. Pathak Shamabesh, Dhaka 2010, ISBN 978-984-8866-15-3.